# Laguna de Busa
La laguna de Busa está ubicada, en el complejo turístico San Fernando, cantón de la provincia del Azuay, en la serranía sur del Ecuador, se encuentra a 5 minutos del centro cantonal, se halla ubicada 55 kilómetros al sur oeste de la ciudad de Cuenca y se extiende a lo largo de unas 12 hectáreas de terreno, las cuales abarcan las áreas de: Laguna, Bosque y senderos turísticos para observación de Flora y Fauna.
En este lugar se da una increíble vegetación, contando con más de 30 especies de flores, convirtiéndola en un paraíso natural del cual se pueden disfrutar muchas actividades como pesca deportiva en los meses de febrero y marzo, además de caminatas, observación de la flora y fauna.
Algo muy peculiar de esta laguna es la figura del corazón de Jesús a mitad de ella, los locales mencionan que es una manera de evitar que las aguas de la laguna se desborden en época de invierno.
Como guardián de la laguna está el Cerro San Pablo, una elevación de 800 metros, desde la que se puede contemplar todo el hermoso paisaje de San Fernando, del que la laguna es la joya mayor.

## Clima
Este singular parador turístico se caracteriza por poseer un clima ecuatorial de alta montaña, seguido de un clima ecuatorial mesotermico húmedo promedio por de los 10 °C y precipitaciones anuales promedio de 750 mm, resultando un territorio con humedad alta y una vegetación predominante de montaña.

## Historia
El lugar donde se encuentra la laguna fue el sitio donde se asentaba una hacienda. Los locales cuentan que hubo una fiesta en la que había comida, bebida y música. A mitad de la noche, llegó un mendigo pidiendo comida, pero enseguida fue echado del lugar. Una sirvienta tuvo lástima del hombre y le entregó parte de la comida de los perros. El hombre agradeció el gesto de la sirvienta y bebió agua de una botella que traía, luego le dijo a la mujer que salga de esa hacienda porque pronto se convertiría en un laguna,  se subió sobre unas rocas y procedió a regar lo que quedaba de agua en su botella, enseguida el lugar empezó a inundarse y solo se salvó la sirvienta.

## Flora y Fauna

### Flora
La laguna se encuentra rodeada de extensos terrenos llenos de diversa vegetación. Los alrededores de la laguna están compuestos por árboles de pino, césped y cerros; en el bosque de pinos podemos encontrar una gran variedad de flores, especialmente orquídeas poco comunes.

#### Fauna
En el agua de esta laguna podemos encontrar peces de diversos tipos como: Trucha arcoíris (Oncorhynchus mykiss), carpa europea (Cyprinus carpio) y carpín (Carassius). También se pueden observar una gran cantidad de patos que disfrutan nadar en las aguas dulces de este lago. En tierra firme podemos observar, caballos, animales de granja como vacas y ovejas; y, animales domésticos como perros.

## Gastronomía
Para las personas que visiten, este lugar ofrece una variedad de comida como es el queso, dulce de higo, cuy con papas, pero principalmente el plato típico es la trucha frita acompañada de menestra, patacones y una ensalada de huerto, la segunda opción que pide el turista es la chuleta frita la misma que es elaborada en su propio cantón San Fernando acompañado de patacones, arroz, ensalada y menestra de frejol. Para el frío del lugar se brinda un canelazo, agua de horchata o el café negro.

## Turismo
La laguna de Busa es un lugar adecuado para pasar con la familia y amigos por sus espacios verdes y actividades de recreación.

### Cerro San Pablo

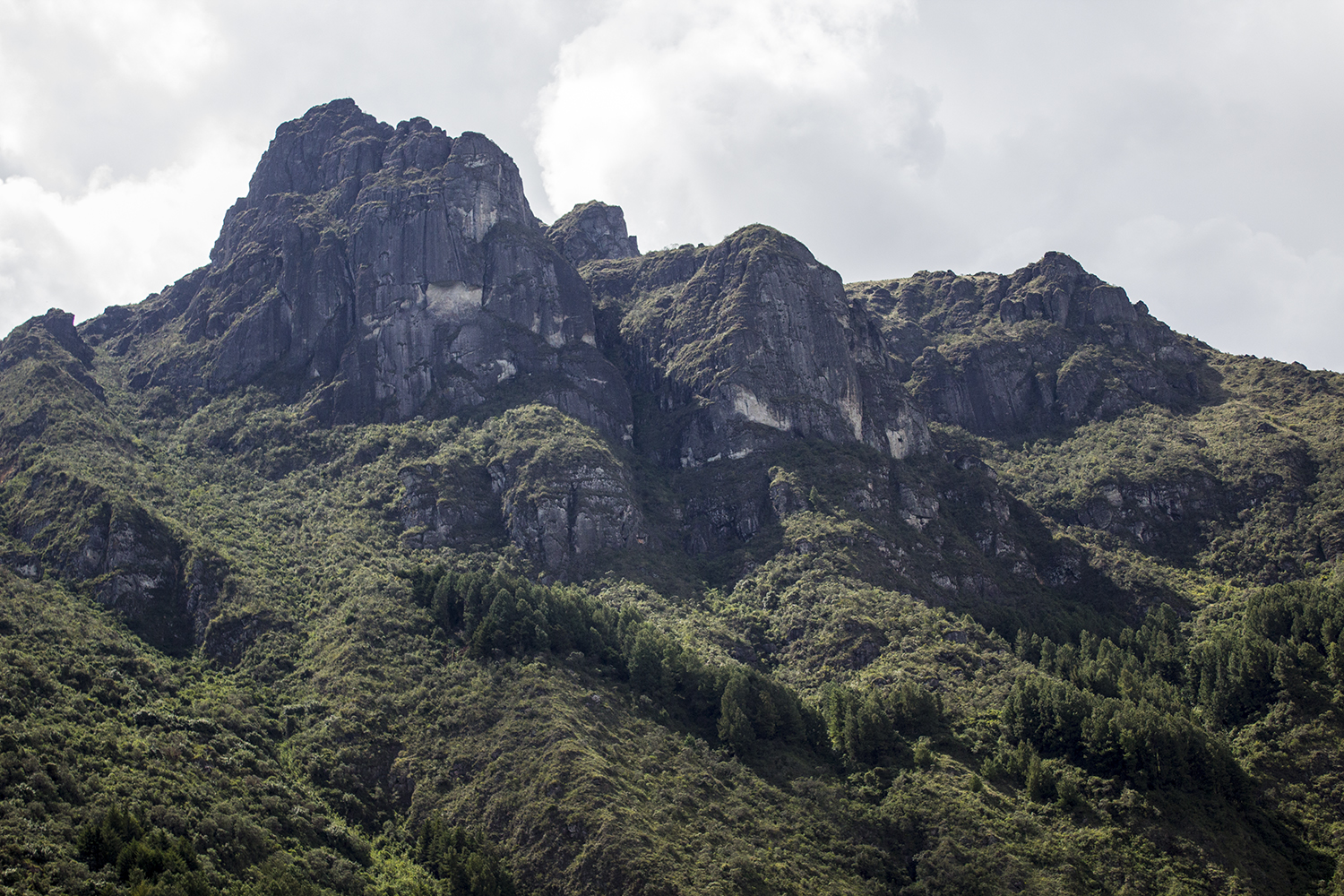
Cerro San Pablo, ubicado en la parte lateral derecha de la Laguna.

No hay mejor sitio para contemplar el cielo, hacer caminatas o conocer la gran variedad de fauna o flora en sus espesos bosques. Desde la cima (a 800mts.) los turistas tardan en aclimatarse. El viento sopla con fuerza y trae consigo una especie de frescura extraña y penetrante. Este cerro es sin duda un lugar estratégico para disfrutar de las múltiples actividades que se pueden realizar en el ecosistema del páramo. Alpinistas, y mucha gente de diferentes partes del mundo visitan este lugar para hacer actividades deportivas de riesgo (Parapente, Alas delta, Camping, y otras.) Se puede visitar el cerro de San Pablo, en especial en los meses de verano.

### Complejo Turístico Intihuatana
Está compuesto de pequeñas cabañas rústicas hechas de adobe que sirven de hospedaje para los visitantes del lugar. En este mismo complejo encontramos un restaurante que ofrece platos tradicionales locales  y platos  internacionales.

### Bosque de Pinos
El bosque de Pinos, un sendero magnífico rodeado de vegetación, en este bosque se encuentran cabañas para que los visitantes que quieran pasar la noche o cuentan con espacios para los que quieran acampar puedan armar sus carpas, tiene fogones para que ellos mismos preparen sus platos típicos o disfrutar de un pícnic con una vista hermosa.

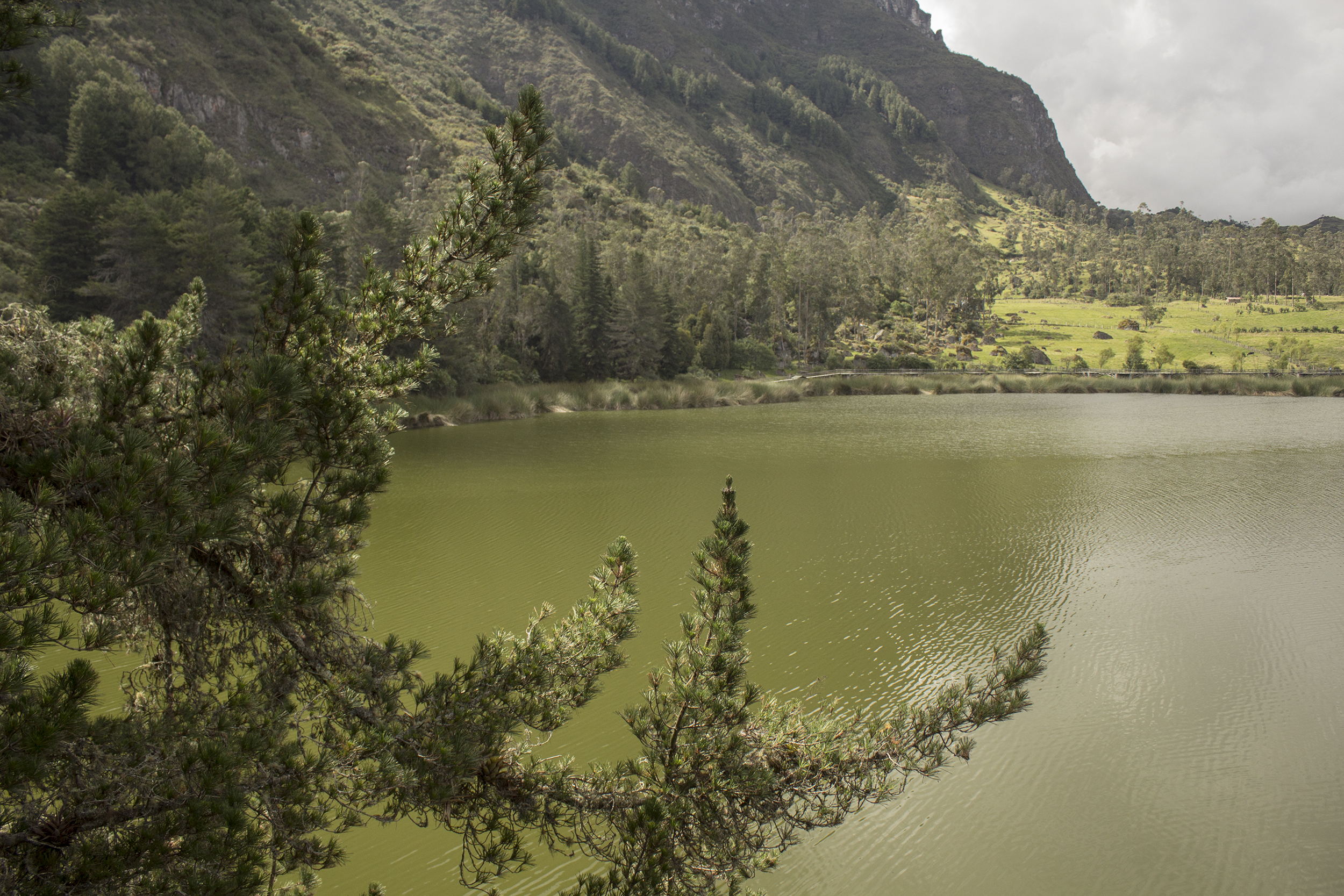
Vista desde el bosque de pinos.

También se puede hacer cabalgata, pesca deportiva y senderismo por el bosque.

### Corazón de Jesús
Se puede navegar con los botes alrededor de la laguna hasta llegar al centro  y se encontrara plantada una imagen del corazón de Jesús.

### Muelle de la Laguna
Puedes observar de cerca el color verde del agua de la laguna causado por la vegetación marina como algas; es un lugar espectacular para tomarse fotos.

## Servicios que ofrece a sus turistas
Este maravilloso lugar turístico ofrece una variedad de servicios para sus turistas como son: Espacio para la recreación, deportes, cabalgata, fotografía, casetas para parrilladas, cafetería, restaurante, botes de pedal, juegos inflables, pesca deportiva, caminata por senderos, lugar para acampar, parapente en fiestas del mes de mayo, descanso familiar, entre otros.

## Economía
La economía de este atractivo turístico es obtenida a través del turismo y el financiamiento del Ministerio de Turismo y el Municipio local; otras actividades económicas que se realizan en este sector es la agricultura y ganadería.
Existen 4 asociaciones de manufactura en el cantón que en época de feriado y fines de semana realizan ferias en las instalaciones de Busa, para exponer y comercializar sus productos, promocionando las artesanías y manufactura del lugar. Cabe mencionar que al momento están en construcción el área de Canopin y casetas para artesanías.
Los turistas que llegan al lugar optan por participar en actividades recreativas que se encuentran en el lugar y comprar los productos locales como queso.

## Ruta y Tiempos
Desde el terminal terrestre de Cuenca a San Fernando parten varios tipos de transporte, así, buses, busetas, vehículos particulares. El costo hasta la laguna es de $3 aproximadamente. Si desea el viajero hacer algo de ejercicio o viajar en motocicleta, también puede hacerlo.
Desde Quito, toma aproximadamente 7 horas el entretenido viaje, se atraviesan las provincias de Tungurahua, Chimborazo, Cañar y Azuay.
Desde Guayaquil, toma aproximadamente 4 horas el viaje y el visitante podrá apreciar el paulatino cambio de vegetación y paisajes de la costa a la serranía.

## Referencias Bibliográficas

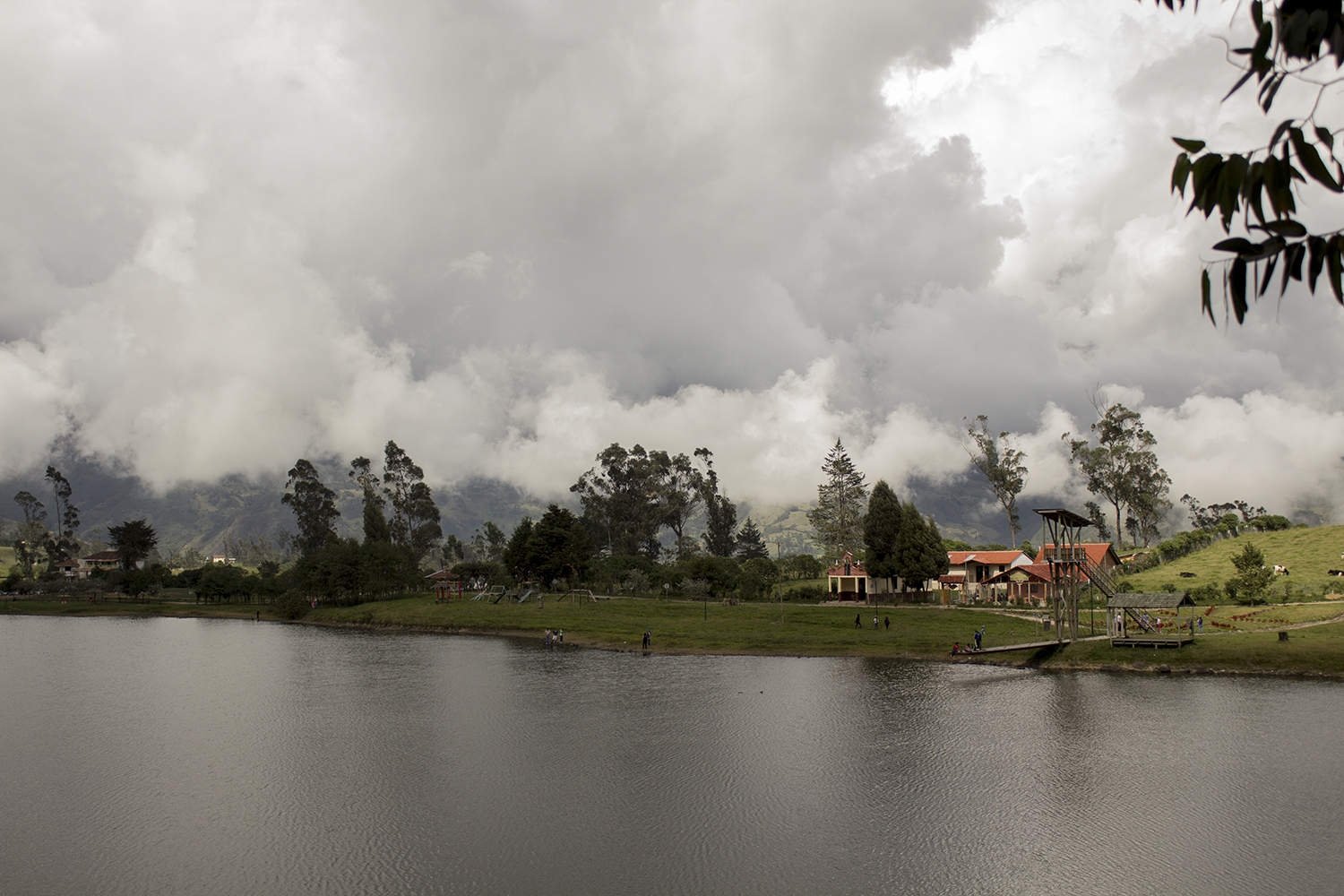